# 4 Pomorska Mieszana Dywizja Lotnicza

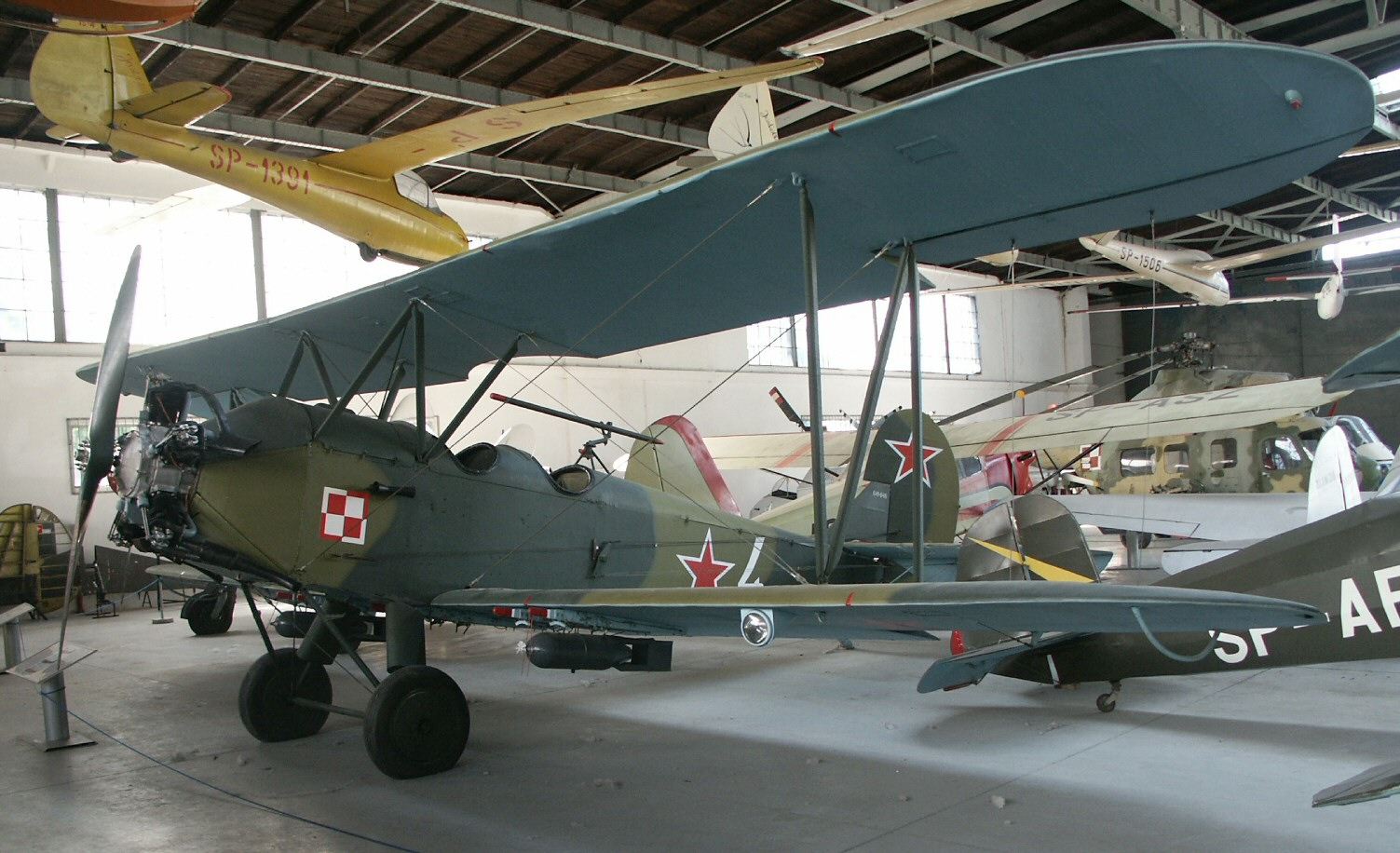
Po-2 samolot 2 pułku bombowców nocnych
(Muzeum Lotnictwa Polskiego w Krakowie)

4 Pomorska Mieszana Dywizja Lotnicza – związek taktyczny lotnictwa ludowego Wojska Polskiego.

## Formowanie
30 sierpnia 1944 dowódca 1 Armii WP,  gen. dyw. Zygmunt Berling wydał rozkaz nr 0213/KG o tymczasowej organizacji dowództwa 1 Dywizji Lotniczej. Na pełniącego obowiązki dowódcy dywizji wyznaczono płk Józefa Smagę, a pełniącym obowiązki szefa sztabu mianowano  płk. Aleksandra Romeyko. Formowano ją na lotnisku Kłoczew. Dowódcy 1 Dywizji Lotnictwa podporządkowano następujące oddziały i pododdziały:
- 1 pułk Lotnictwa Myśliwskiego „Warszawa”
- 2 pułk Nocnych Bombowców „Kraków”
- 611 pułk Lotnictwa Szturmowego
- 44 kompania łączności,
- klucz łączności (łącznikowy) Oddziału Lotniczego.
- 3116 poczta polowa

W I połowie listopada 1944 na bazie 1 Dywizji Lotnictwa sformowano 4 Mieszaną Dywizję Lotniczą, a 611 plsz przemianowano na  3 Pułk Lotnictwa Szturmowego. Organizację dywizji w terminie do 15 listopada 1944 powierzono dowódcy Lotnictwa Frontu WP,  gen. dyw. Fiodorowi Połyninowi.

### Skład dywizji w 1944
- Dowództwo dywizji, etat Nr 015/145, poczta polowa nr 52214, miejsce dyslokacji – Chłoczów,
- 44 kompania łączności lotnictwa, etat Nr 015/217, miejsce dyslokacji – Chłoczów,
- 3116 Wojskowa Stacja Pocztowa, etat Nr 014/97-B, poczta polowa nr 83786, miejsce dyslokacji – Chłoczów,
- 1 pułk lotnictwa myśliwskiego „Warszawa”, etat Nr 015/346, poczta polowa nr 34414, miejsce dyslokacji – Zadybie Stare,
- 2 pułk nocnych bombowców „Kraków”, etat Nr 015/261, poczta polowa nr 27814, miejsce dyslokacji – Wola Rowska,
- 3 pułk lotnictwa szturmowego, etat Nr 015/282, poczta polowa nr 15435, miejsce dyslokacji – Zadybie Stare,

Etatowo dywizja liczyła 787 żołnierzy. Jej uzbrojenie stanowiło 105 samolotów bojowych.

## Reorganizacja
Po zakończeniu działań wojennych cała dywizja została przebazowana na lotnisko w Bydgoszczy i otrzymała miano Pomorskiej oraz została odznaczona Krzyżem Grunwaldu II klasy.
W lipcu 1945 2 pnb został przeformowany na etat Nr 015/282 – pułku lotnictwa szturmowego, wyposażony w samoloty Ił-2 i przemianowany na 2 Pułk Lotnictwa Szturmowego (rozkaz nr 085 dowódcy Lotnictwa WP z 31 maja 1945 o przeszkoleniu 2 pułku nocnych bombowców na samolotach Ił-2 i rozkaz nr 086 dowódcy Lotnictwa WP z 6 czerwca 1945 o przejściu 2 pułku nocnych bombowców na etat pułku lotnictwa szturmowego).
W połowie września 1945 dywizja została przemianowana na 1 Pomorską Mieszaną Dywizję Lotnictwa.
W styczniu 1946 przemianowano: 1 Pomorską Mieszaną Dywizję  Lotnictwa na 2 Pomorską Dywizję Lotnictwa Szturmowego, a 2 i 3 pułk lotnictwa szturmowego na 4 i 5 pułk lotnictwa szturmowego. Równocześnie ze składu dywizji wyłączono 1 pułk lotnictwa myśliwskiego, a jego miejsce włączono 6 pułk lotnictwa szturmowego z rozformowanej 2 Brandenburskiej Dywizji Lotnictwa Szturmowego.
Jesienią 1946 roku rozformowano dowództwo 2 Pomorskiej Dywizji Lotnictwa Szturmowego w Łodzi, a jej pułki podporządkowano bezpośrednio Dowództwu Lotnictwa WP.

## Obsada dowództwa 8 maja 1945 roku
- Dowódca: płk pil. Grzegorz Turykin
- Zastępca ds. polityczno-wychowawczych: płk Jerzy Bogdanowski
- Szef sztabu: płk pil. Aleksander Romeyko
- Inspektor techniki pilotowania: mjr Tyszkiewicz
- Starszy inżynier: ppłk inż. Osipow
- Szef wydz. operacyjno-rozpoznawczego: ppłk Antoni Grzybowski
- Szef łączności: ppłk Wasyl Zieliński
- Szef strzelania powietrznego: kpt. inż. Eugeniusz Tarasiewicz
- Szef służby zdrowia: kpt. lek. Aleksy Łobanow
- Szef wydziału personalnego: kpt. Sawienkow
- Szef wydziału organizacyjnego: por. Sokołow